# Consulta ciudadana de Concepción de 2007
La Consulta ciudadana de Concepción, ciudad de Chile, realizada los días 26 y 27 de enero de 2007, tuvo como objetivo consultar a los penquistas sobre algunos temas de contingencia, pero principalmente respecto a si el edificio de la Intendencia de la Región del Biobío (organización que se trasladará hacia sus nuevas dependencias ubicadas en el Barrio Cívico de Concepción) debería ser utilizado por la municipalidad de Concepción.

## Antecedentes
Según señala la alcaldesa de Concepción Jacqueline van Rysselberghe, cuando estaba finalizando la planificación del Barrio Cívico de Concepción, y bajo el mandato de Eduardo Frei Ruiz-Tagle, el gobierno comprometió, al ese entonces alcalde de Concepción Ariel Ulloa, que el edificio de la intendencia, al ser desocupado, sería traspasado a la municipalidad penquista.
En el marco del 456 aniversario de la fundación de Concepción, el 5 de octubre de 2006 la alcaldesa Rysselberghe ofreció un discurso en el cual pidió a la intendenta María Soledad Tohá que «cumpliera los compromisos» adquiridos con Ulloa y posteriormente con el predecesor de Soledad Tohá, Jaime Tohá, de entregar al municipio el edificio de la intendencia cuando esta última lo abandone debido al traslado que realizará hacia nuevas dependencias construidas en el Barrio Cívico de Concepción.
En esa ocasión, la alcaldesa señaló que esto tiene que cumplirse «para que el ayuntamiento vuelva a estar frente a la plaza».
Posteriormente, la alcaldesa presentó formalmente, ante el Comité Consultivo de la Secretaría Regional Ministerial de Bienes Nacionales, la proposición de que el edificio de la intendencia sea utilizado por la municipalidad.
Tras ello, el comité, presidido por la intendenta Tohá, tomó la decisión de no ceder el edificio fiscal a la municipalidad.

(El Comité Consultivo) ha evaluado el mérito de los antecedentes y ha acordado rechazar su postulación, atendiendo principalmente a la circunstancia que el inmueble solicitado no está disponible por cuanto existen actos administrativos vigentes en favor del Ministerio del Interior y otros servicios públicos de la administración central del Estado, quienes actualmente ocupan tales dependencias.
Carta dirigida a la alcaldesa Jacqueline van Rysselberghe, desde la SEREMI de Bienes Nacionales, informándole de la resolución

Entretanto, el exalcalde Ariel Ulloa señaló que el gobierno de Eduardo Frei Ruiz-Tagle no había adquirido ningún compromiso respecto al edificio de la intendencia, agregando que lo que se analizó fue la posibilidad de venderlo para financiar el traslado.
El 5 de diciembre de 2006 la intendenta confirmó al decisión del comité consultivo, señalando que el edificio lo pasaría a ocupar la gobernación de la provincia de Concepción.
Tras ello, el 13 de diciembre la alcaldesa Rysselberghe respondió, señalando que junto con el Movimiento por la Consulta y los Derechos Ciudadanos, dirigido por Edgardo Condeza Vaccaro, propondrían un plebiscito para que los penquistas decidieran el destino de las dependencias de la intendencia.
Para analizar esta opción, el 21 de diciembre se desarrolló una reunión extraordinaria del concejo municipal penquista. Esta inició a las 12.30, contando ya con el consenso de los concejales respecto a la petición de la alcaldesa de que la municipalidad se trasladara hacia la intendencia.
Aun así, se vivió una dura y acalorada discusión, la que finalmente decidió la concreción de la consulta ciudadana por 6 votos a favor y dos abstenciones.

## Votación
En principio cerca de 95 mil personas, todas inscritas en los registros electorales de Concepción, podrían participar en la votación que se llevó a cabo los días viernes 26 y sábado 27 de enero de 2007.
El 18 de enero de 2007 el Movimiento por la Consulta y los Derechos Ciudadanos y la alcaldía penquista, representada por Edgardo Condeza Vaccaro y la alcaldesa subrogante María Cecilia Jaque, respectivamente, presentaron oficialmente la campaña de difusión publicitaria para incentivar a la ciudadanía a participar en la votación, conjuntamente con anunciar oficialmente los puntos donde se desarrollará esta. En total participaron 8.271 personas.

### Resultados
Las seis preguntas que se consultaron en la votación y sus respuestas fueron las siguientes:
1. En mayo de 2007 la Intendencia se trasladaría a su nuevo edificio en el Barrio Cívico, quedando desocupado el actual. ¿Está de acuerdo con que sea ocupado por la Municipalidad de Concepción?
| Opción  | Votos | Porcentaje |
| ------- | ----- | ---------- |
| Sí      | 6988  | 84,49      |
| No      | 1772  | 14,17      |
| Nulos   | 32    | 0,39       |
| Blancos | 79    | 0,96       |
| Total   | 8271  | 100        |

2. ¿Usted cree que temas como las reformas profundas a la previsión, a la educación, a la salud, al sistema electoral y otros relevantes, debieran ser plebiscitados por el gobierno y de este modo decididas por los ciudadanos?
| Opción  | Votos | Porcentaje |
| ------- | ----- | ---------- |
| Sí      | 7061  | 85,37      |
| No      | 884   | 10,69      |
| Nulos   | 21    | 0,25       |
| Blancos | 305   | 3,69       |
| Total   | 8271  | 100        |

3. ¿Cree Ud. que el municipio y el Gobierno Regional debieran comprometer todos los esfuerzos técnicos y económicos en el soterramiento (túnel bajo tierra) de la vía ferroviaria que corre paralela a la Costanera, para lograr integrar y relacionar mejor a la ciudad con el río Biobío?
| Opción  | Votos | Porcentaje |
| ------- | ----- | ---------- |
| Sí      | 7079  | 85,59      |
| No      | 843   | 10,19      |
| Nulos   | 29    | 0,35       |
| Blancos | 320   | 3,87       |
| Total   | 8271  | 100        |

4. ¿ Cree que el plebiscito como herramienta de consulta a los ciudadanos debe formar parte de la Constitución Política de nuestro país?
| Opción  | Votos | Porcentaje |
| ------- | ----- | ---------- |
| Sí      | 7373  | 89,14      |
| No      | 560   | 6,77       |
| Nulos   | 18    | 0,22       |
| Blancos | 320   | 3,87       |
| Total   | 8271  | 100        |

5. ¿Cree Ud. que deban ser consultas ciudadanas otras materias como por ejemplo la descentralización de Chile?
| Opción  | Votos | Porcentaje |
| ------- | ----- | ---------- |
| Sí      | 7513  | 90,84      |
| No      | 390   | 4,72       |
| Nulos   | 23    | 0,28       |
| Blancos | 345   | 4,17       |
| Total   | 8271  | 100        |

6. ¿Cuál es el problema prioritario que Ud. tiene en su unidad vecinal?